# Tiempo Nuevo (programa de televisión)
Tiempo Nuevo fue un programa de televisión periodístico argentino de orientación a la política, conducido por los periodistas Bernardo Neustadt y Mariano Grondona con 30 años de permanencia en pantalla. Emitido por Canal 11 desde 1966 hasta 1976, un tiempo por ATC en 1982, por Canal 13 de finales de 1982 a 1987 inclusive, Teledós en 1988, Tevedós en 1989, y por Telefe desde 1990 hasta 1996, finalizando en 1997 por América TV.

## Historia
Neustadt nació en Rumania pero fue el primero en hacer periodismo político en la televisión argentina, uno de sus programas más polémicos y a la vez criticados fue Tiempo Nuevo. Temas como la dictadura, las torturas, coimas,  los secuestros, la burocracia sindicalista y la democracia fueron relevantes para este ciclo. Se emitió semanalmente los martes a las 22:00.
Neustadt utilizó recursos comunicativos que serían muy recordados, como dirigirse a "Doña Rosa", un arquetipo de ama de casa argentina, o frases efectivas, como "lo dejamos ahí", "terminé" y "duermo cuatro horas".
En 1976 su programa fue retirado del aire por el gobierno de María Estela Martínez de Perón (Isabel Perón), poco antes del golpe militar del 24 de marzo. Frente a esa decisión, Bernardo Neustadt supo decir:

"Ellos creen que me matan, yo creo que se suicidan"

En 1989, tras diferencias con Neustadt y la producción de Tiempo Nuevo, Mariano Grondona abandonó el programa e iniciaría uno propio en competencia directa, el recordado Hora Clave. El contrapunto entre ambos se prolongaría por varios años ya que en oposición a la postura de Neustadt, Grondona se convertiría en un acérrimo crítico del menemismo, aunque posteriormente suavizaría dichos cuestionamientos.
Un punto culminante de su carrera llegó en la década de 1990, cuando Neustadt fue un defensor a ultranza de las políticas económicas del presidente Carlos Menem, incluyendo la privatización y modernización masiva de los servicios públicos, y la equiparación de la moneda argentina con el dólar de EE. UU., conocida como 1 a 1.
Es recordada la emisión del 6 de septiembre de 1993 en la que se produjo una discusión entre José Sanfilippo y Carlos Bilardo, cuando éste primero criticó duramente al exarquero de la selección Sergio Goycochea, tras el 0-5 a favor de Colombia que generaría posteriormente la vuelta de Diego Armando Maradona, que estaba retirado, a la selección. La participación de Sanfilippo en este programa sería su lanzamiento al estrellato como opinólogo. Esta victoria de Colombia cortaba con el invicto de 6 años como local en la Selección Argentina de Fútbol. Luego de esta goleada la selección colombiana sería una candidata al título mundial, pero quedó afuera en primera ronda.
Otro momento que hizo popular al programa fue el reportaje que le hizo a Guillermo Coppola, poco tiempo después del dopaje positivo de Maradona en Italia.
Entrada la década de 1990, "Tiempo Nuevo" vio caer su popularidad. Tras la salida del aire del programa en 1997, Neustadt recaló profesionalmente en la televisión por cable, hasta poco antes de su fallecimiento.

## Cortina Musical
Tiempo Nuevo tenía como tema instrumental de apertura Fuga y Misterio de la opera "María de Buenos Aires"  del reconocido Astor Piazzolla.

## Premios
En 1987 obtuvo el Premio Konex de Platino por su labor periodística televisiva.

## Grandes figuras invitadas
Durante sus más de tres décadas en el aire, Tiempo Nuevo se caracterizó por recibir a líderes políticos, intelectuales, artistas y deportistas de gran relevancia nacional e internacional. 

### Políticos y jefes de Estado
Por el set del programa pasaron presidentes argentinos como Raúl Alfonsín, Carlos Menem, Fernando de la Rúa y Eduardo Duhalde, así como figuras extranjeras entre las que se cuentan Felipe González (España), Fernando Henrique Cardoso (Brasil) y José María Aznar (España).

### Intelectuales y periodistas
El ciclo también tuvo como invitados a pensadores y referentes del periodismo, como la escritora y entrevistadora italiana Oriana Fallaci, quien protagonizó un recordado cruce con Neustadt y Mariano Grondona por sus críticas a la situación política argentina durante la dictadura militar.

### Deportistas y personalidades del espectáculo
Entre las figuras deportivas destacaron Diego Armando Maradona, Sergio Goycochea y Carlos Bilardo, protagonistas de entrevistas que marcaron momentos televisivos memorables, como la acalorada discusión entre Bilardo y José Sanfilippo en 1993. También visitaron el programa personalidades del espectáculo y la cultura, como Susana Giménez y Tato Bores.

### Entrevistas de alto impacto
Algunas entrevistas se convirtieron en parte del imaginario televisivo argentino, como la realizada en 1985 a Luis Moreno Ocampo sobre los juicios a las Juntas militares, y la nota a Guillermo Coppola en el contexto del escándalo por el dopaje positivo de Maradona en el Mundial de 1994.